# Vorderthal
Vorderthal és un municipi del cantó de Schwyz, situat al districte de March.

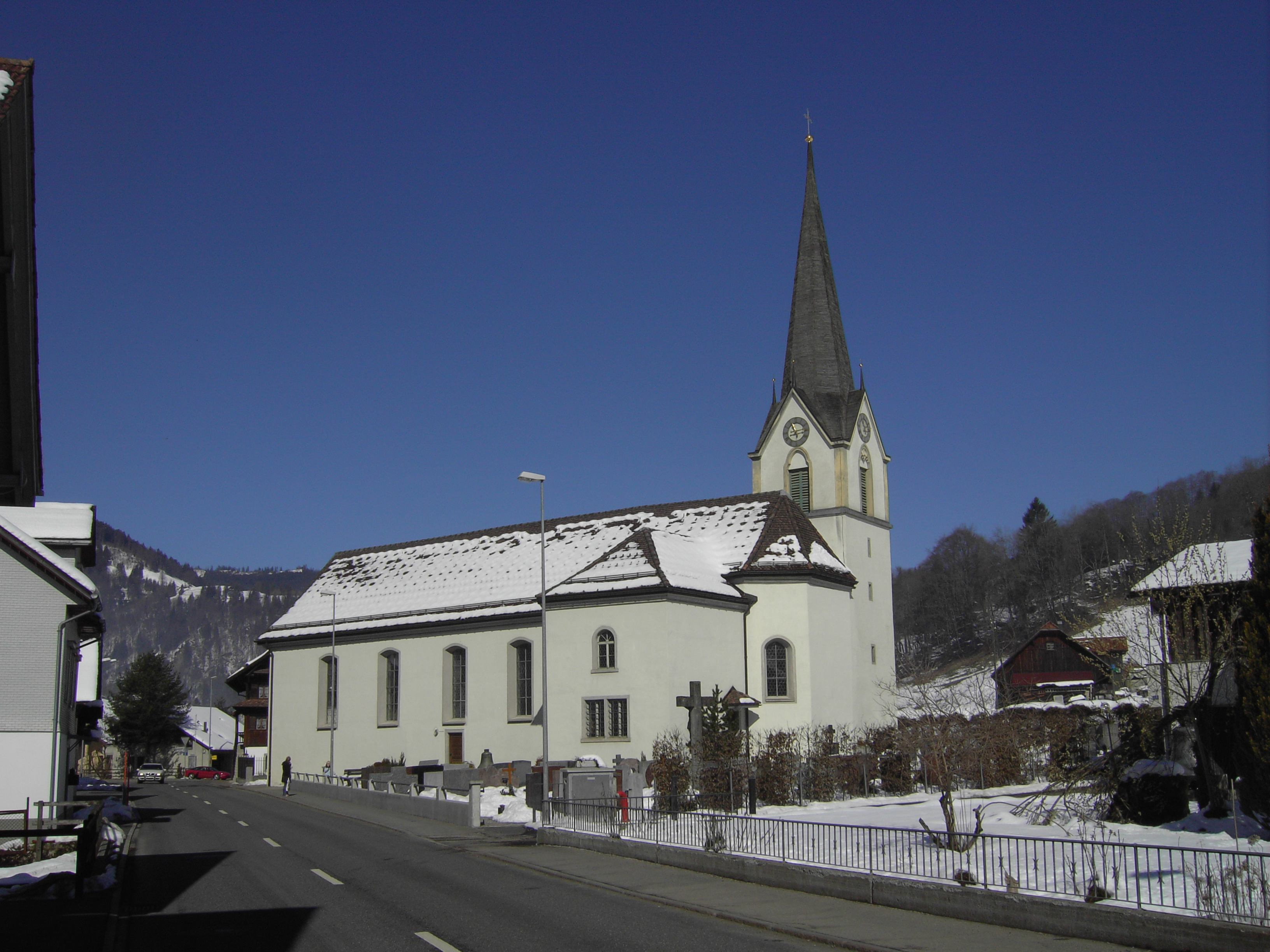
Església